# Wikifuncties
Wikifuncties (Engels: Wikifunctions) is een gezamenlijk uitgegeven catalogus van computerfuncties die het maken, wijzigen en hergebruiken van broncode mogelijk maken. Het is nauw verwant aan Abstract Wikipedia, een uitbreiding van Wikidata om een taalonafhankelijke versie van Wikipedia te creëren met behulp van de gestructureerde gegevens. Aanvankelijk genaamd Wikilambda, werd de definitieve naam van Wikifuncties op 22 december 2020 aangekondigd na een naamgevingswedstrijd. Wikifuncties is het eerste Wikimedia-project dat van start gaat sinds Wikidata in 2012. Na drie jaar ontwikkeling werd Wikifuncties in juli 2023 officieel gelanceerd.